# Pleuronota lumawigi
Pleuronota lumawigi är en skalbaggsart som beskrevs av Arnaud 1990. Pleuronota lumawigi ingår i släktet Pleuronota och familjen Cetoniidae. Inga underarter finns listade i Catalogue of Life.